# 感恩
感恩、感谢或感激是指对施恩者所给予的益處、恩惠的回應。感恩一直以来都是世界上很多宗教信仰所关注的重点。它曾是古代、中世纪及现代哲学家感兴趣的问题，并且仍然是當今西方哲学家所关注的问题。在心理学层面对感恩进行系统性研究是在2000年左右才开始，可能是因為心理学历来更注重于理解负面悲观情绪而不是理解积极的情绪。心理学层面对感恩的研究侧重于对短时间内感恩的情感体验（感恩的状态）及感恩频次在个体间的差异（感恩特质）及上述两點之間的關聯。

## 与亏欠感的比较
感恩与内心的亏欠感是不同的。虽然两种情绪都是在接受了他人帮助之后产生的，然而亏欠感产生以后，主体会意識到他们有义务通过回报对他人所提供的援助进行补偿。 两种不同的情绪会导致不同的具体行为，亏欠感会促使接受帮助的人逃避对他们施以帮助的人，然而感恩心理会促使接受帮助的人主动寻找帮助他们的人并增进他们之间的关系。

## 作为个人行为的动力源泉
心怀感恩会促使施恩者将来更多的对他人施以援手。例如，一项实验发现，如果珠宝店給顾客打电话并对他们的光顾表示感谢，他们后续会继续购买珠宝的可能性要提高70%。相比之下，如果只是给他们打电话告诉他们相关的促销信息，他们后续在同一家店里购买土的可能性只会提高约30%，如果给他们打电话，他们后续珠宝购买行为无明显的提高。另一项研究表明，当服务员在账单上写上“谢谢光临”的字样时，一般顾客都会给服务生更多的小费。

## 宗教方法
灵修和心怀感恩之间的联系最近成为一个热门的研究课题。虽然这两种特征彼此之间没有互相依存的關係，但是研究表明，灵修可以提高一个人时常心怀感恩的能力，同时，经常参加或者从事宗教活动的人在生活中更容易心怀感恩。心怀感恩是被基督教、佛教、穆斯林、犹太人、巴哈伊、印度教等宗教传统所推崇的一种人类品行。崇拜和感激上帝是这些宗教活动中共有的主旨，因此心怀感恩的理念，已经渗透进这些宗教的经文、教义和传统当中。正因为如此，心怀感恩是宗教活动要激发并且维护的宗教教徒一种情感，并且被认为是一种普世的宗教情感。 

### 犹太教教义
在犹太教中，心怀感恩是宗教信仰中最重要的部分，同时也贯穿了犹太教教徒生活中的每一个方面。根据希伯来的世界观，世上万物皆来自上帝，正因为如此，心怀感恩对犹太教教徒而言至关重要。希伯来圣经中充满了有关感恩的内容。《诗篇》中有两个例子这样说道“耶和华，我的主，我将永世感谢您”、还有“我将全心感激我的主” （Ps. 30:12; Ps. 9:1）。犹太人的祈祷活动一般都包含从施玛篇诵读开始的环节“你要用你的灵魂，尽你所能，全心的去永恒的爱你的主” （申6:5）。一日三次祈祷中重要的祷词，“祷告词”中我们称呼的“摩丁”—“我们对您心存感激”这是唯一一句在教徒在有组织的宗教祷告集会中诵读祷词中不断重复的一句话。在祷告结束时，Alenu要向上帝表达感恩之心，感谢上帝给了犹太人特殊的命运。在祷告活动中，虔诚的教徒一般每天要将我们称之为berachot的祷告词每天诵读一百遍以上。在犹太教中，还特别强调要对人类的善心要心存感恩。

### 基督教教义

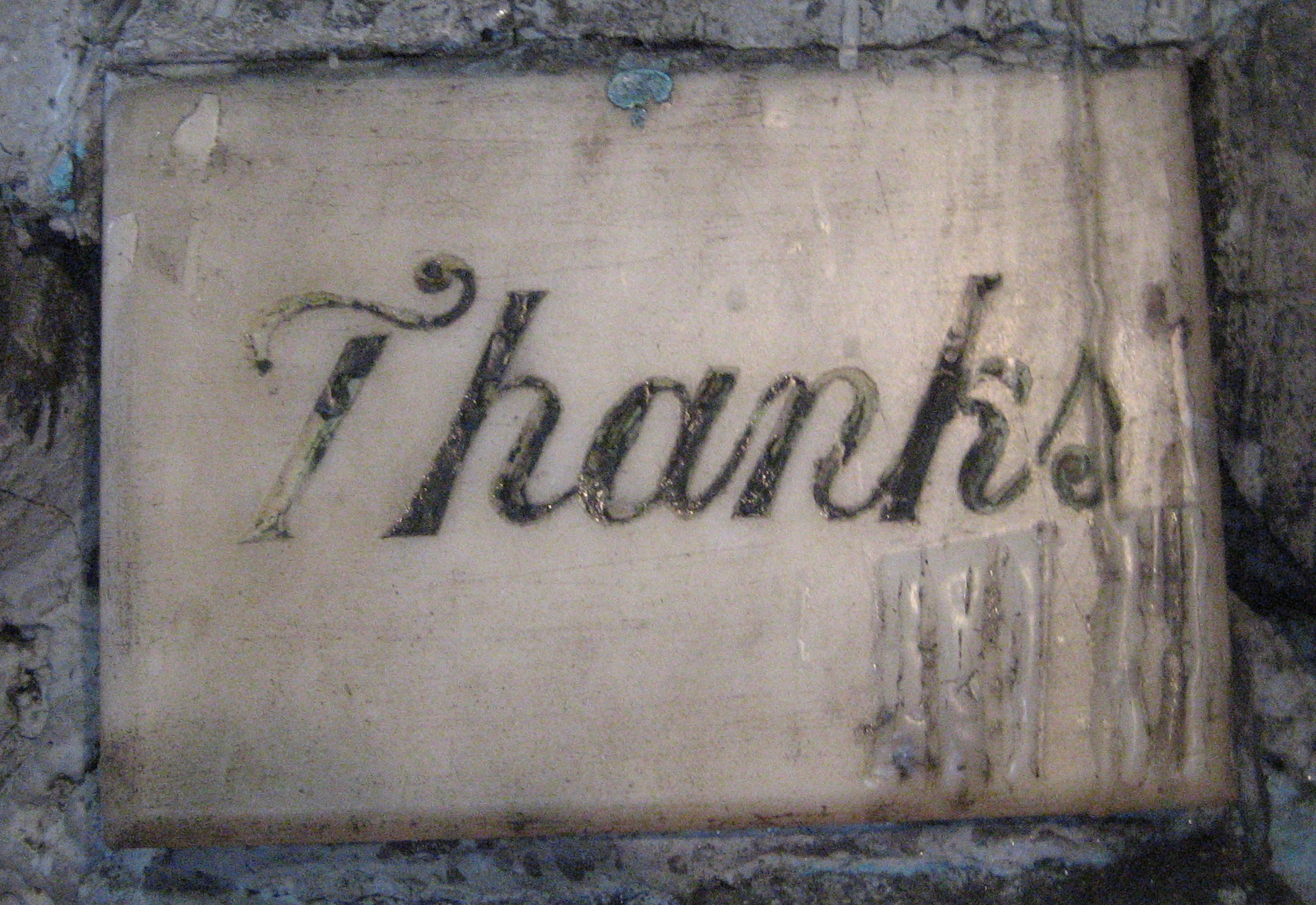
新奥尔良：瓜达露佩圣母教堂洞穴中的“谢谢你”的字样，由那些给予祷告或神迹的人添加

心怀感恩会对基督徒整个人生产生影响。马丁·路德将心怀感恩称为“基督教徒的本真心态”，今天它仍然是被称为“福音的核心”。因为每个基督徒都窦信他们是由自己的神所创造的，教义强烈鼓励他们赞美并感激他们的创造者。在基督教的感恩中，上帝被视为所有美好事物的无私的给予者，正因为如此，他们内心深处的深深的感恩心理促使他们与别人分享好的东西，并且会影响他们生活的方方面面。基督教教义中所强调的感恩心理是一种对上帝的慷慨的回馈，心理及理想会一世影响并塑造教徒的思想和行为模式。 不简单是心理感知，基督教教义中的感恩心理不仅仅被认为是一种美德，也不仅仅影响教徒的心理和思想，还会影响他们的动作和行为。乔纳森·爱德华兹在他的有关宗教情感的论文中写道：对上帝心存感激与感恩是真正宗教的标志。由于这个解释，衡量现代宗教真伪的标准就是评价其对上帝的感激与感恩的程度。Allport（1950）认为,成熟的宗教意识来自内心深处深刻的感恩，爱德华兹的感觉（1746/1959）则说感恩的“情感”是可以找到存在于一个人生命中最准确的方法之一。塞缪尔和莱斯特（1985）所做的一项研究认为, 在由天主教修女和神父所组成的一个小样本调查中显示，50种情感中，对上帝的爱和感恩是最常见的情感。
在东正教、天主教和英国国教的教堂，最重要的仪式被称为圣餐礼，这个名称来源于希腊单词“eucharistia”，即感恩。

### 伊斯兰教教义
在伊斯兰教教义中，《可兰经》经文中就充满了感激之情。伊斯兰教鼓励教徒在任何情况下都要对上帝表达感激和感恩。伊斯兰教义强调的心存感激的人会得到更加丰厚的回报。传统的伊斯兰教教义上这样说道“第一个被召集到天堂的是那些在任何情况下都赞美上帝的人” 在《古兰经》的Sura 14中也指出，对上帝心存感激的人将会被上帝赐予更多。先知默罕默德也说:“对真主给予你的丰厚恩赐心存感激之心是这种恩赐得以继续的最佳保障”。许多伊斯兰信仰的实践活动也鼓励教徒心存感激之情。伊斯兰教的支柱要求教徒每日都要祷告，鼓励信徒每天向上帝祈祷五次，以示对他的善良表示感激。在斋月禁食的支柱就是为了让信徒对真主心存感激。

## 个体差异
最近有关感恩心理学的研究都侧重于感恩心理的个体差异的本质及感恩之心多或者少的人所得的差异。 采用三组不同规模的研究对个体感恩心理差异进行测量，每一组研究都测试的是不同的观念。GQ6测试的是人们心存感恩的频次及程度深浅。感激程度测试研究测量了感激心理的8种不同方面：感恩心理的主体，财富状况，当下的生活状态，感恩的仪式，敬畏的心理，社会横向比较，存在的问题，表达感激的行为方式。GRAT方法则评估了人们对他人的感恩，对世界的感恩以及因为没有拥有某些东西内心没有愤恨。最近的一项研究表明，上述每一种测量方法都实际上都和实际生活非常接近，表明感激之情的个体差异涵盖了所有的范畴。

## 验证性发现

### 与幸福感的关系
大量的研究表明，感恩之心越多的人往往幸福感更高。心存感恩的人更幸福，抑郁程度更低，心理压力更小，他们对生活和社会关系也通常更满意。具体就压抑性的情绪而言，心存感恩可以很好的缓冲压抑性情绪，并且促进积极性心理体验的形成或重构。心存感恩的人也对周围环境、个人成长、生目标、自我认可有着更高的掌控水平。 心存感恩的人更易成功应对生活中所遇到的困难，也更容易从他人那里获取到帮助，从而得到更深的理解使个人更易于成长，同样也能花更多的时间来规划处理遇到的问题。 心存感恩的人应对负面情绪的策略也更少，不太可能会逃避问题，不太可能自责，或者借助外物将问题解决。心存感恩的人通常睡眠也较好，因为在睡前他们很少思考消极负面的事情，而更多的是思考愉快积极向上的事情。
不管对任何性格的人而言，感恩之心都与其幸福感有密切的联系。众多研究表明， 心存感恩的人拥有更高的幸福感及较低水平的压力与压抑。
虽然情绪和人的性格对幸福感至关重要，而有证据表明感激之情恐怕尤其重要。首先，纵向研究表明，拥有更多感恩之心的人能更容易应对生活中的变化。具体而言，在遇到生活变故之前，拥有更多感恩之心的人的心理压力、压抑性情绪更小。3个月之后他们对新的生活的满意度更高。第二，最近的两项研究表明，感恩之心与幸福感之间有着特殊的联系，这一点可以解释为什么其他人格特征的人无法拥有的幸福感。两个研究都可以解释心存感恩之心的人拥有比研究最广泛的30种性格特征中5个主要性格特征更高幸福感的现象。

### 与利他主义的关联
感恩之心可以提高提升一个人利他主义的倾向。David DeSteno与Monica Bartlett（2010）等人的研究发现，感恩之心与经济上的慷慨有关。在这个研究中，采用了经济性游戏，结果表明越是心存感恩，就越容易给予他人金钱上的资助。从这些研究的研究结果可以看出，越是慷慨的人越容易为了集体利益而牺牲个人利益（DeSteno & Bartlett， 2010）。McCullough, Emmons, & Tsang, （2002）等人的研究也发现了感恩之心与同情心之、慷慨大方、乐于助人等特质之间的关系。

### 心理干预
鉴于感激似乎是民生的重要决定因素，开发增加了心理干预的感激之情。例如，沃特金斯和他的同事们让参与者测试许多不同的感恩练习，比如思考活着的人来说，他们是感激，写的人来说，他们是感激，和写信的人来说，他们是感激。参与者在控制条件下被要求描述他们的客厅。参与者参与感恩后立即显示，他们的积极情绪的体育立即增加，参被要求考虑人对他们心存感激的参与者效果最强。参与者开始感激的个性显示最大的受益于这些感恩练习。关于感恩的另一项研究中，参与者被随机分配到六个治疗干预条件之一旨在提高参与者的整体生活质量（塞利格曼et al .，2005）。这些条件，发现最大的短期效应来自于一个“感恩拜访”，参与者写并发表一封感谢有人在他们的生活。这种情况显示幸福得分上升10%，抑郁分数明显下降，结果后一个月持续访问。的六个条件，最长的长期影响与写作有关“感恩日记”，参与者被要求写下三件事他们感激每一天。这些参与者的幸福感指数也增加，继续增加每次实验后他们定期测试。事实上，最大的好处通常是发现在治疗后6个月开始发生。这个练习非常成功，尽管参与者只要求继续上一周，许多参与者继续保持长期研究结束后》杂志上。类似的结果从埃蒙斯所做的研究发现，麦卡洛（2003）和柳波默斯基等人。（2005）。也看到感恩日志。
感恩之心似乎是一个人的内心幸福感的决定性因素，因此有很多通过心理干预的方法用以提高个体心理幸福感的方法。比如沃特金斯与他的同事们就让参与者们试验了很多种感恩训练，比如去想那些他们真正应该感激的活着的人，写下那些他们应该感激的人的名字，给自己内心感激的人写一封信。而对照组的人只被要求描述他们的客厅。在这个训练结束之后，参与感恩训练的人的积极情绪的体验立即就有了明显的提升，对于那些被问及他们最应该感谢的人的参与者，他们的积极情绪感上升的最快。而在参加这个感恩训练开始前就有感恩心理特征的人从这次感恩训练中受益最大。而在另一个有关感恩的研究中，参与者被随机分配到六种事先设计了条件的干预治疗方案中，此做法的目的旨在提高参与者的整体生活质量（Seligman et al., 2005）。在这些条件设定中，短期效果最明显的就是“感恩行”式的条件设定，在这个环节中，参与者被要求给他们生命中觉得应该感谢的那个人写信并将信件发送给他们，结果表明这个情景设定中的参与者幸福感得分上升10%，而抑郁感则大幅下降，这种效果一直持续到拜访活动结束一个月后。在设定的六个条件中，影响时间最长的当属与“感恩日记”有关的情景设定，在这个情景下，参与者被要求写下他们每天都要感激的三件事。而且，在这次试验之后定期对这些参与者重新进行测试，他们的幸福感得分仍然会比其他参与者高。事实上，最佳受益期是参加这个治疗6个月后。这个练习非常成功，虽然在训练过程中参与者被要求写一周的日记，但是很多参与者在这次研究结束之后仍然会继续坚持长期写感恩日记。无独有偶Emmons 与McCullough （2003） 及 Lyubomirsky 等人 （2005）的研究也发现了类似的结果，同样是书通过写感恩日记的方式进行心理治疗。
最近（2013年），设在加州大学伯克利分校的大善意科学中心已经着手对有较大学术研究潜质的研究项目进行资助，借助这些受资助的项目可以最大程度上促进与感恩有关的科学理论及实践活动的发展。

## 结论
西塞罗说“感恩之心不仅是最美好的品德，同时也是其他所有美好情愫之母”。许许多多的研究都表明心怀感恩与人类内心的幸福感上升之间存在着联系，这个结论不仅仅适用于参与测试的人，而是適用于每个人。
这些研究中所包含了积极的心理活动，这些积极的心理活动可以提高一个人整体的幸福感，而且已经开始通过特定是心理训练将感恩之心灌输到受众的内心活动中去。虽然过去心理学家一度忽视了感恩之心的作用，但是近年来有关感恩之心的研究及其对人的积极作用方面的研究取得了很多进展。